# Mitsutoshi Furuya
Mitsutoshi Furuya (古谷三敏, Furuya Mitsutoshi) (11 d'agost de 1936 – Tòquio, 8 de desembre de 2021) fou un mangaka japonès. Començà com assistent de Fujio Akatsuka. És conegut per la seua obra Dame Oyaji ("No-Good Dad", 1970–1982), que va obtenir notorietat davant el públic japonès parodiant la vida familiar amb un pare calçasses casat amb una dona dominant. L'obra rebé en 1979 el Shogakukan Manga Award per la categoria de shōnen i fou adaptat a una sèrie d'anime en 1974.

## Treballs destacats
- Bar Lemon Heart (ＢＡＲレモンハート) (19 volums)
- Papasan (パパさん) (2 volums)
- Obaachan no Daidokoro-hiden (おばあちゃんの台所秘伝, "Els secrets de cuina de l'àvia") (1 volum)
- Dame Oyaji (ダメおやじ) (1970-1982, Shonen Sunday)